# Normandie (region)
Normandie je jeden z 13 metropolitních regionů Francie. 

## Historie
Vznikl 1. ledna 2016 sloučením dvou bývalých regionů Dolní Normandie a Horní Normandie. Správním střediskem regionu je město Rouen.

## Departementy
- Calvados
- Eure
- Manche
- Orne
- Seine-Maritime